# Бетховен 3
Бетховен 3 (англ. Beethoven's 3rd) — американська кінокомедія 2000 року, третій фільм у франшизі Бетховен. У фільмі дружне сімейство Ньютонів на чолі з Джорджем, замінює родина Ньютонів на чолі з Річардом, рідним братом Джорджа. У фільмі зіграли Джадж Рейнгольд у ролі Річарда Ньютона (вперше згадується в оригінальному фільмі), Джулія Свіні у ролі дружини Річарда Бет, Джо Пічлер у ролі сина Річарда Бреннана та Мікаела Галло у ролі дочки Річарда Сари.

## Синопсис
Власники Бетховена, вирушили до Європи, а свого улюбленця лишили Річарду, його дружині Бет і дітям, Сарі та Бреннану. Разом з Бетховеном вони вирушають у відпустку у великому будинку на колесах. Аби було чим розважити себе в дорозі, Річард бере на прокат DVD-диск з фільмом. Але випадково це виявляється диск з таємними даними, злитими на нього хакерами. Ньютони разом з Бетховеном вирушають у подорож, а за ними рушають і бандити, які мають будь-що повернути свій DVD.

## У ролях
| Актор           | Роль           |
| --------------- | -------------- |
| Джадж Рейнгольд | Річард Ньютон  |
| Джулія Свіні    | Бет Ньютон     |
| Джо Пічлер      | Бреннан Ньютон |
| Мікаела Галло   | Сара Ньютон    |
| Майк Чикколіні  | Томмі          |
| Джеймі Марш     | Білл           |
| Даніель Кітон   | Пенні          |
| Френк Горшин    | Моррі Ньютон   |
| Грег Піттс      | Квентін        |